# 穆塞伊
穆塞伊（義大利語：Musei），是意大利撒丁大区南撒丁省的一个市镇。总面积20.26平方公里，人口1506人，人口密度74.3人/平方公里（2009年）。ISTAT代码为107011。